# Xavier Villacrosse
Xavier Villacrosse   (Catalunya, c. 1790 - Bucarest, 1855) fou un arquitecte romanès d'origen català.
Després d'estudiar arquitectura a París, Xavier Villacrosse va arribar a Romania en circumstàncies desconegudes. De fet, es coneix poc dels seus orígens i, tot i que normalment se'l considera català, també podria ser d'origen francès. Arribat a Bucarest, va començar a aconseguir encàrrecs, coincidint amb l'expansió de la ciutat després de la revolució de 1821, en què es va doblar el nombre de cases entre 1831 i 1878.
Els anys següents Villacrosse va participar en diverses obres rellevants. El 1842 va ser nomenat arquitecte en cap de la Bucarest, càrrec que va mantenir fins a 1850. També va desenvolupar tasques com arquitecte de l'estat. El 1843 es va casar amb Polixenia Serafim, que va aportar en dot la fonda Campineanu, que es rebatejà com a Villacrosse. És en l'espai d'aquesta fonda que el 1891 l'arquitecte Felix Xenopol va edificar el famós passatge Macca-Villacrosse.
Entre les seves obres més rellevants destaquen
- Palau del príncep Grigore Ghica (1822) a l'actual barri de Tei
- Conversió de la casa Golescu en Palau Reial (1837). L'edifici va patir un incendi el 1926 i fou totalment enderrocat per a la construcció del nou Palau Reial, actualment seu del Museu Nacional d'Art de Romania
- Reconstrucció del monestir de Radu Voda (1839)
- Ajuntament de Bucarest (1848), que fou enderrocat el 1882 per les obres de canalització del riu Dambovita
- Reconstrucció de la ciutat de Drobeta Turnu Severin.